# Schafreuter
Le Schafreuter est une montagne qui s’élève à 2 101 ou 2 102 m d’altitude dans les Karwendel, à la frontière entre l'Allemagne et l'Autriche.